# 앤 퍼뱅크
앤 퍼뱅크(Ann Firbank, 1933년 1월 9일 ~ )는 인도의 배우, 영화배우이다.
세쿤데라바드에서 태어났다.

## 영화
- 화이트 라이 (2013년)
- 포옹하는 사람들 (2013년)
- 슛 미! (2012년)
- 밀회 (1974년)
- 크라운 코트 (1972년)
- 비하인드 더 마스크 (1958년)